# Free Soil, Michigan
Free Soil är en ort (village) i Mason County i Michigan. Vid 2020 års folkräkning hade Free Soil 158 invånare.